# Eriospermum folioliferum
Eriospermum folioliferum är en sparrisväxtart som beskrevs av Henry Charles Andrews. Eriospermum folioliferum ingår i släktet Eriospermum och familjen sparrisväxter. Inga underarter finns listade i Catalogue of Life.